# Pomnik Dzieci Miłosławskich
Pomnik Dzieci Miłosławskich – pomnik upamiętniający Dzieci Miłosławia, walczące w ramach strajków szkolnych o mowę polską w latach 1901–1904 i 1906–1907. Znajduje się na placu Wiosny Ludów w Miłosławiu. Został odsłonięty w 1982, w 80. rocznicę pierwszej fali strajków, z inicjatywy Towarzystwa Miłośników Ziemi Miłosławskiej.

## Opis pomnika
Pomnik ma postać głazu. Na froncie umieszczona jest tablica z napisem: „Dzieciom Miłosławia walczącym o mowę polską w latach 1901–1904 i 1906–1907”. Na głazie obok pamiątkowego napisu wyryto kształty dziecięcych główek i herb miasta. Rzeźbienia na głazie wykonali artyści z Poznania: Józef Kaliszan oraz Jan Rassumowski.

## Galeria

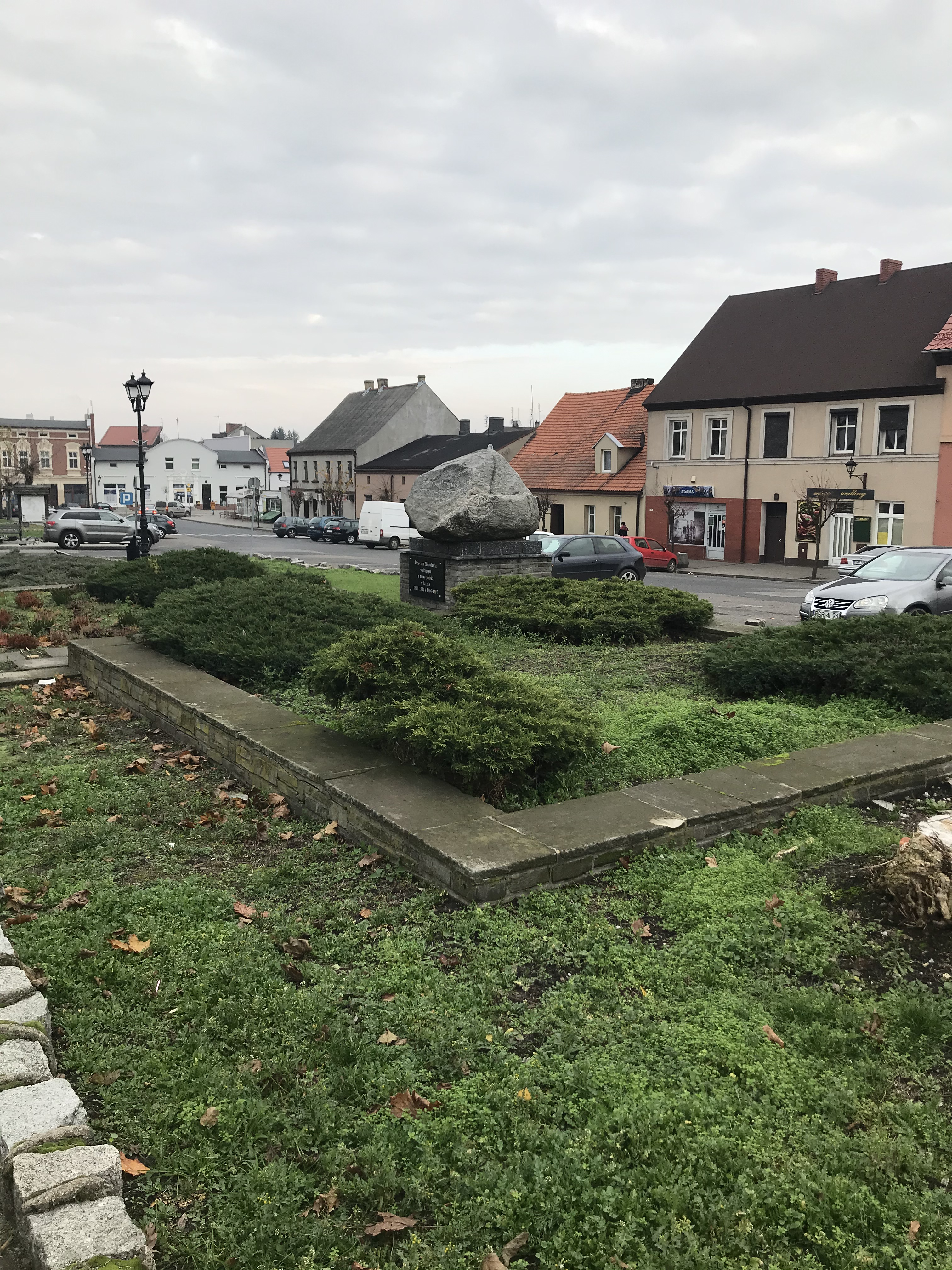
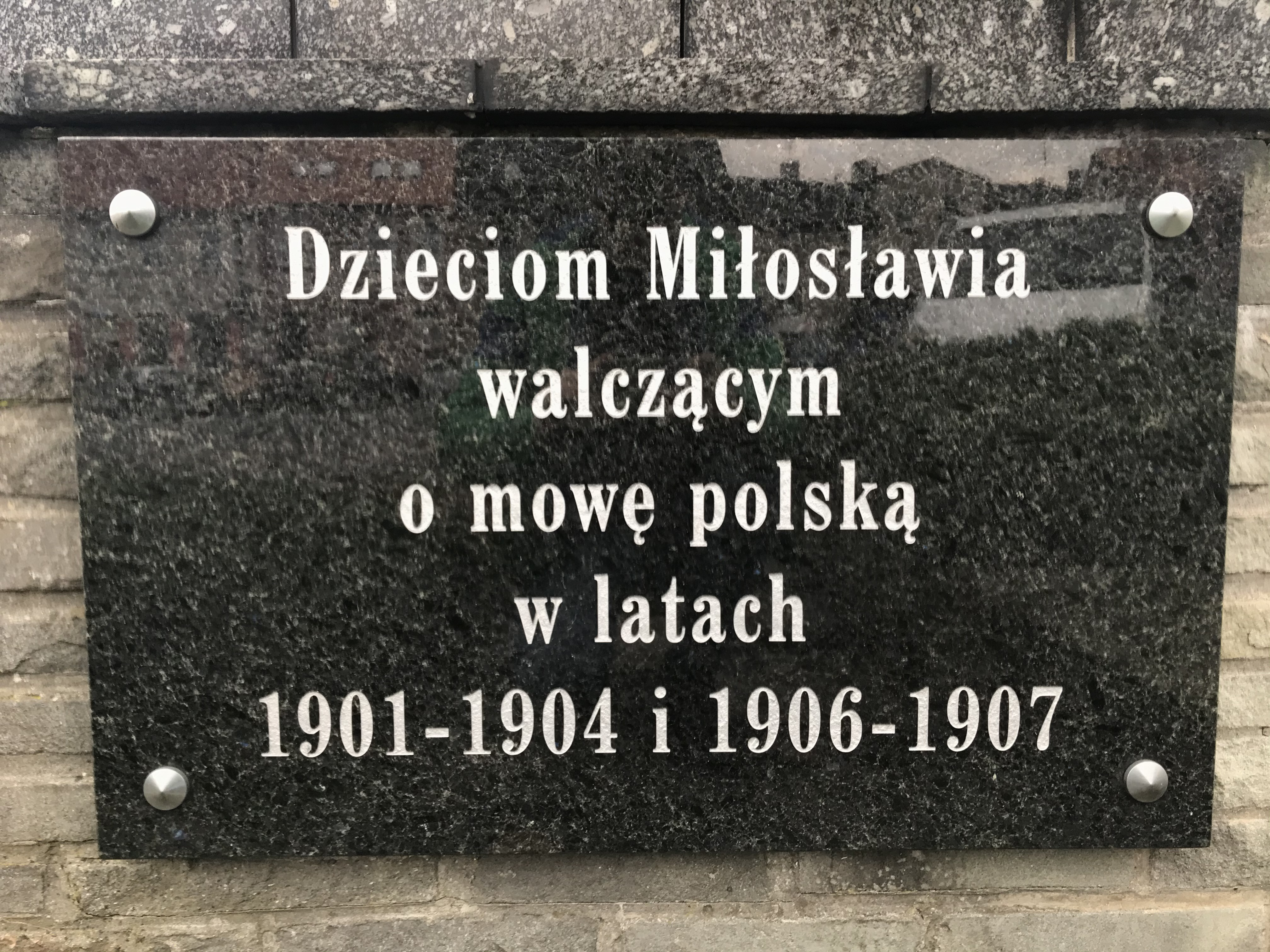
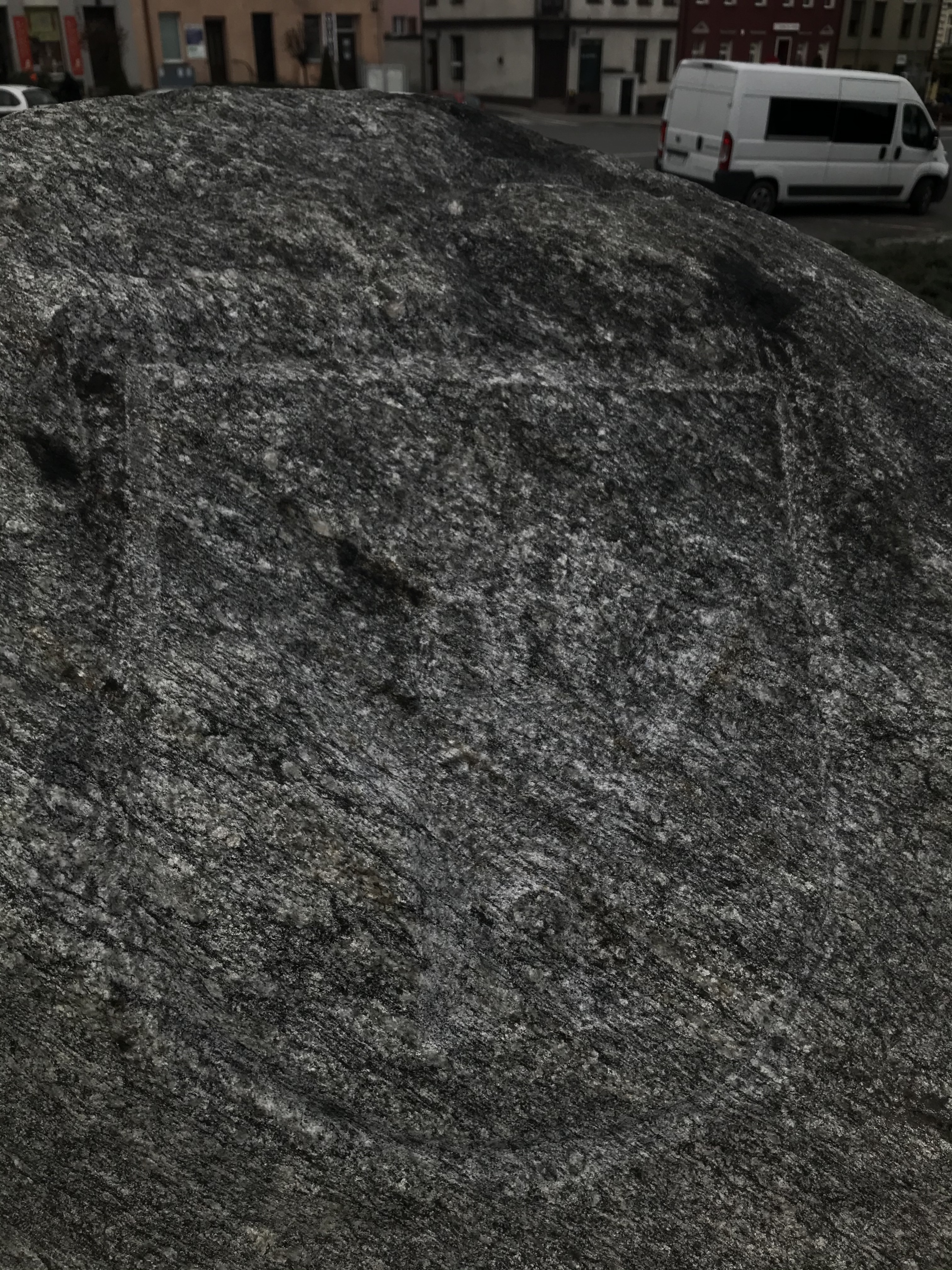
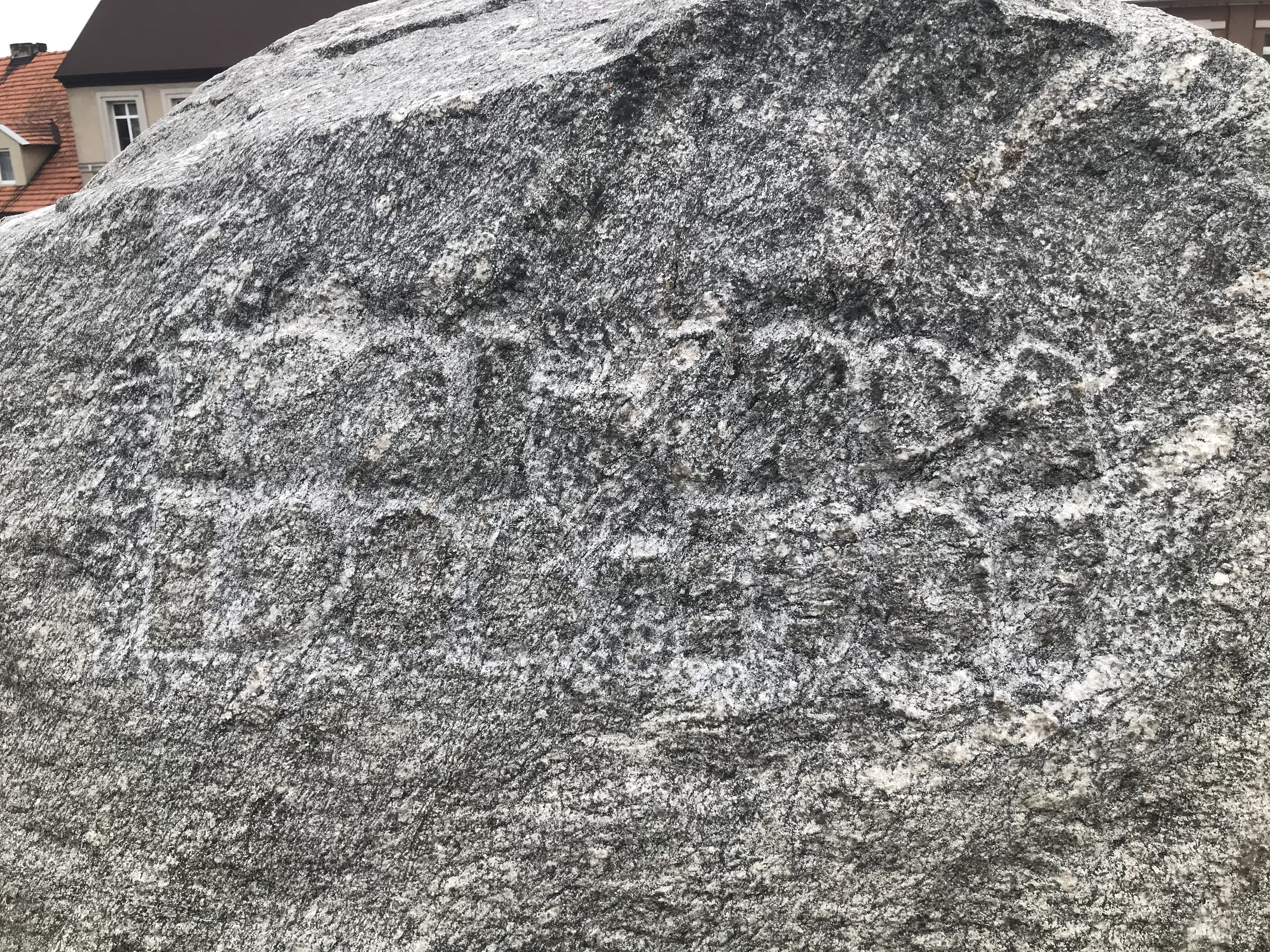